# Princess Connect! Re:Dive
Princess Connect! Re:Dive (プリンセスコネクト！Re:Dive?, Purinsesu Konekuto! Ridaibu) è un videogioco di ruolo giapponese sviluppato da Cygames, pubblicato in Giappone il 15 febbraio 2018 per Android e iOS e il 22 maggio 2018 per Microsoft Windows tramite DMM Games. La versione mobile è stata successivamente resa disponibile in altri Paesi. Il gioco è stato annunciato nell'agosto 2016 come sequel di Princess Connect!, che è stato distribuito il 18 febbraio 2015 e il cui servizio è terminato a giugno 2016. Un adattamento anime, prodotto da CygamesPictures, è andato in onda dal 7 aprile al 30 giugno 2020. A seguito di essa, una seconda stagione è andata in onda dall'11 gennaio al 29 marzo 2022.

## Trama
Dopo gli eventi di Princess Connect!, la gilda dei Desideri scintillanti sale sulla Torre di Sole dove raggiungerà la cima e incontrerà Mana Senri che si è fusa con Minerva. Dopo aver spazzato via Hiyori e Rei, Yuuki è gravemente ferito e protegge Yui da un attacco prima che venga inghiottito dall'attacco di Mana. Yuuki si risveglia in un luogo sconosciuto e incontra Ameth, che sembra conoscerlo. Senza tempo, lo manda a Landsol dove gli viene affidata una vaga missione che deve svolgere.
Al risveglio, Yuuki ha perso tutta la memoria. Viene accolto da Kokkoro, una ragazza incaricata da Ameth di essere la sua guida nelle sue avventure. Poco dopo incontra una spadaccina con un appetito vorace, che il duo soprannomina Pecorine, e in seguito una ragazza gatto, Karyl. Il gruppo fonda la gilda dei Buongustai, con l'obiettivo di andare all'avventura mentre mangiano il cibo che Landsol ha da offrire. Quanto a Yuuki, è determinato a recuperare i suoi ricordi e completare la missione che Ameth ha in serbo per lui.

## Personaggi

### Gilda dei Buongustai

Yuuki, Kokkoro, Pecorine e Karyl nella sigla d'apertura della prima stagione dell'anime

La Gilda dei Buongustai è una gilda di nuova fondazione creata da Yuuki, Pecorine, Kokkoro e Karyl. Il loro obiettivo è esplorare Landsol e mangiare tutte le prelibatezze che ha da offrire, principalmente accettando missioni che hanno a che fare con il cibo. Pecorine è il Maestro della Gilda.
Yuuki (ユウキ?, Yūki)
Doppiato da: Atsushi Abe
Un ragazzo che funge da sostituto del giocatore nel gioco. In Princess Connect!, Yuuki era un membro della Gilda dei Desideri scintillanti, ma dopo il ripristino del mondo la storia continua in Princess Connect! Re:Dive, dove Yuuki ha perso tutti i ricordi e fonda la Gilda dei Buongustai. Pur avendo perso la maggior parte dei suoi ricordi ed essere quindi regredito a uno stato mentale più semplice, è di buon cuore e coraggioso. Gli è stato concesso un potere misterioso che gli consente di potenziare i suoi alleati con un potere tremendo.
Pecorine (ペコリーヌ?, Pekorīnu) / Eustiana von Astraea (ユースティアナ・フォン・アストライア?, Yūsutiana fon Asutoraia)
Doppiata da: Mao Ichimichi
Pecorine è una ragazza che è perennemente affamata ed è nota per consumare grandi quantità di cibo, anche se l'anime rivela che il motivo per cui ha sempre fame è perché la sua armatura le garantisce un grande potere, ma a scapito della fame costante. Allegra e gentile, aiuterà chiunque ne abbia bisogno. Ha incontrato Yuuki che era una delle poche persone che la trattava normalmente, nonostante fosse una principessa. È sensibile nel rivelare il suo vero nome alle persone, preferendo usare il soprannome che le è stato dato.
Kokkoro (コッコロ?) / Kokoro Natsume (棗 こころ?, Natsume Kokoro)
Doppiata da: Miku Itō
Kokkoro è un'elfa a cui viene assegnato da Ameth l'incarico di vegliare su Yuuki, a cui si riferisce affettuosamente come il suo Signore. È pacata e apprezza il suo ruolo nel supportarlo nelle sue avventure a Landsol.
Karyl (キャル?, Kyaru) / Kiruya Momochi (百地 希留耶?, Momochi Kiruya)
Doppiata da: Rika Tachibana
Una ragazza gatto incaricata da Mana Senri di assassinare Pecorine. Dopo aver fallito nel farlo e essersi affezionata lentamente a Yuuki, Pecorine e Kokkoro, diventa un membro fondatore della Gilda dei Buongustai. È una tsundere, ma in fondo ha un cuore tenero. È la Principessa Cavaliere di Mana Senri, una giocatrice a cui viene concessa una piccola forma di potere di una delle Sette Corone. Può controllare i mostri e spronarli ad attaccare i giocatori.
Sheffy (シェフィ?, Shefi) / Shifuna Agato (阿賀斗 紫布菜?, Agato Shifuna)
Doppiata da: Reina Kondō
Una ragazza drago che perde i suoi ricordi insieme a Yuuki nel secondo arco di Princess Connect Re:Dive!. Inizialmente non era affiliata a nessuna Gilda, ma dopo aver recuperato i suoi ricordi, si unisce alla Gilda dei Buongustai.

### Gilda dei desideri scintillanti
Una gilda formata da Yui, Hiyori e Rei che si concentra sull'aiutare la gente di Landsol e che ha il sogno di raggiungere la cima della Torre del Sole. Hiyori è il maestro della gilda.
Yui (ユイ?) / Yui Kusano (草野 優衣?, Kusano Yui)
Doppiata da: Risa Taneda
Yui è una ragazza che inizialmente ha giocato a Legends of Astrum da sola fino a quando non ha chiesto di formare un gruppo di avventurieri, portandola a incontrare Hiyori e Rei, fondando così Twinkle Wish. Yui è una ragazza gentile specializzata in magia curativa. Nella vita reale, è la compagna di classe di Yuuki, avendolo conosciuto dalle scuole medie. Essendo stata vittima di bullismo dalla maggior parte dei suoi compagni di classe, Yuuki è stata l'unica a trattarla gentilmente, portandola a sviluppare una cotta per lui, ma deve ancora ammettere i suoi sentimenti.
Hiyori (ヒヨリ?) / Hiyori Harusaki (春咲 ひより?, Harusaki Hiyori)
Doppiata da: Nao Tōyama
Hiyori è una ragazza gatto energica, ma un po' distratta. Nella vita reale, da piccola, ha incontrato Yuuki un giorno in cui è stata separata dalla madre. Dopo averla aiutata a ricongiungersi con sua madre, la sua gentilezza ha lasciato una profonda impressione su di lei, portandola così ad aiutare gli altri bisognosi.
Rei (レイ?) / Rei Shijō (士条 怜?, Shijo Rei)
Doppiata da: Saori Hayami
Una ragazza di razza demoniaca che ha una personalità cool e farà ciò che è giusto quando aiuta i bisognosi. Ha difficoltà a fidarsi degli altri al di fuori dei suoi compagni di gilda ed è sconvolta quando viene lasciata indietro in un'avventura nonostante fosse inizialmente una giocatrice solista prima di formare la Gilda dei Desideri scintillanti. Le piace anche pescare.

### Labirinto
Una gilda misteriosa senza obiettivi o obiettivi chiari. Sono comunque legati a Yuuki in qualche modo poiché la maggior parte dei loro membri lo salvaguarda in alcune situazioni. Labyrista è il Maestro della Gilda.
Labyrista (ラビリスタ?, Rabirisuta) / Akira Mosakuji (模索路 晶?, Mosakuji Akira)
Doppiata da: Miyuki Sawashiro
Una ragazza misteriosa che si interessa in modo speciale a Yuuki poiché la sua personalità sincera ha riacceso la sua fede nell'umanità. È una delle Sette Corone ed è colei che ha concesso a Yuuki i suoi poteri speciali, rendendolo così la sua Principessa Cavaliere. È anche una creatrice di crêpe, sia in Legends of Astrum che nella vita reale dove possiede un camion di cibo.
Shizuru (シズル?) / Shizuru Hoshino (星野 静流?, Hoshino Shizuru)
Doppiata da: Hitomi Nabatame
Shizuru è una ragazza che ha una personalità da sorella maggiore e quindi si prende cura di coloro che incontra. È particolarmente affettuosa con Yuuki che sostiene sia suo fratello minore. Nella vita reale, è la vicina di casa di Yuuki e sua amica d'infanzia. Mentre i suoi genitori sono in viaggio d'affari, Shizuru è incaricata da loro di prendersi cura di lui in loro assenza, cosa che lei prende sul serio come essendo la sua autoproclamata "sorella maggiore".
Rino (リノ?) / Rino Inosaki (衣之咲 璃乃?, Inosaki Rino)
Doppiata da: Kana Asumi
Rino è una ragazza che afferma di essere la sorellina di Yuuki. È energica e fa del suo meglio per impressionarlo, ma non le piace il fatto che debba vegliare su di lui dall'ombra. Ha difficoltà con i modi di dire, o prende tali frasi per il valore nominale delle parole o semplicemente le fraintende. Nella vita reale, conosce Yuuki fin dall'infanzia poiché la consolava ogni volta che era arrabbiata, quindi lo tratta come se fosse suo fratello maggiore.

### Carmina
Una gilda a tema idol in cui i membri viaggiano per Landsol partecipando a eventi del mondo dello spettacolo e danno spettacoli dal vivo. Nozomi è il maestro della gilda.
Nozomi (ノゾミ?) / Nozomi Sakurai (桜井望?, Sakurai Nozomi)
Doppiata da: Yōko Hikasa
Una ragazza umana il cui sogno è diventare la migliore idol di Landsol. Nonostante la sua popolarità come artista solista, ha formato le Carmina per creare un gruppo di idol. Nella vita reale, è una vera idol la cui popolarità entra in gioco in Legends of Astrum a causa del suo aspetto nel gioco che è lo stesso della vita reale. È interessata a Yuuki poiché è stata la prima persona che nella vita reale e in Legends of Astrum non la riconosce immediatamente e la tratta normalmente.
Chika (チカ?) / Chika Misumi (三角千歌?, Misumi Chika)
Doppiata da: Ayaka Fukuhara
Una ragazza a cui piace scrivere canzoni, ma che ha difficoltà a cantare davanti agli altri nonostante la sua bellissima voce.
Tsumugi (ツムギ?) / Tsumugi Mayumiya (繭宮 つむぎ?, Mayumiya Tsumugi)
Doppiata da: Ibuki Kido
Una ragazza che idolatra Rei ed è gelosa di Yuuki a causa della sua stretta relazione con la prima. Le piace fare i vestiti. Nella vita reale è una studentessa.

### Little Lyrical
Una gilda non ufficiale formata da tre ragazze troppo giovani per fondare ufficialmente una gilda. Il loro obiettivo principale è andare all'avventura e divertirsi. Mimi è il capo della gilda.
Mimi (ミミ?) / Mimi Akane (茜ミミ?, Akane Mimi)
Doppiata da: Rina Hidaka
Una ragazza bestia che è a tema con accessori da coniglio, anche se la sua razza precisa è sconosciuta. Ha una personalità "soffice" e vive la vita in modo innocente. Si perde facilmente, è distratta da cose carine e si diverte a inventare canzoni che canta.
Misogi (ミソギ?) / Misogi Hodaka (穂高 みそぎ?, Hodaka Misogi)
Doppiata da: Sumire Morohoshi
Una ragazza a cui piace fare scherzi agli altri e vivere avventure con i suoi compagni di gilda.
Kyouka (キョウカ?) / Kyouka Hikawa (氷川 鏡華?, Hikawa Kyōka)
Doppiata da: Yui Ogura
Un'elfa affidabile e responsabile per la sua età, ma che possiede anche una lingua un po' tagliente.

### Forestier
Una gilda di elfe che conserva piante medicinali nella Foresta degli Elfi e occasionalmente funge da guide. Misato è il capo della gilda.
Aoi (アオイ?) / Aoi Futaba (双葉 碧?, Futaba Aoi)
Doppiata da: Kana Hanazawa
Un'elfa che desidera fare amicizia, ma che ha difficoltà a farlo a causa della sua personalità timida. Yuuki è una delle prime persone ad avvicinarsi a lei e con cui fa amicizia in Legends of Astrum e nella vita reale, infatti insieme formano il BB Team.
Misato (ミサト?) / Misato Aikawa (愛川 美里?, Aikawa Misato)
Doppiata da: Mariko Kōda
Una donna elfa che ha una personalità materna. Il suo "potere gentile" può lenire e domare anche i mostri in Legends of Astrum. È un'assistente all'infanzia nella vita reale e talvolta tratta Yuuki come un ragazzino nel gioco e nella vita reale.
Hatsune (ハツネ?) / Hatsune Kashiwazaki (柏崎 初音?, Kashiwazaki Hatsune)
Doppiata da: Ayaka Ōhashi
Un'elfa con poteri soprannaturali di psicocinesi e teletrasporto che sceglie di nascondere. A volte è assonnata a causa dell'uso dei suoi poteri. Normalmente, Hatsune ha una personalità frizzante ed è piena di energia, a volte punteggiando le sue frasi con "Kira~n". È la sorella maggiore di Shiori in Legends of Astrum e nella vita reale, per la quale ha un debole e usa i suoi poteri per aiutarla a difendersi.

### Diabolos
Una gilda composta da ragazze diavolo. La gilda prende il nome dall'ex esercito di Ilya quando ha combattuto gli dei del passato. Ilya è il capo della gilda.
Ilya (イリヤ?) / Ilya Ornstein (イリヤ・オーンスタイン?, Ilya Ornstein)
Doppiata da: Sakura Tange
Una ragazza diavolo che è un vampiro nella vita reale. Desidera conquistare il mondo, ma ha perso la maggior parte dei suoi poteri nel corso dei secoli. La sua forma normale è quella di una giovane ragazza, anche se a piena potenza, come quando viene potenziata dai poteri di Yuuki, assume l'aspetto di una donna matura fino a quando il potere svanisce. In quanto tale, apprezza Yuuki come un subordinato e un mezzo per reclamare la sua antica gloria.
Shinobu (シノブ?) / Shinobu Kamiki (上喜 しのぶ?, Kamiki Shinobu)
Doppiata da: Yuka Otsubo
Una ragazza diavolo dal carattere calmo e riservato. È accompagnata da un "padre teschio" che è crudele e manipolatore per uscire con ragazze giovani, ma che si preoccupa profondamente di lei. Le piace predire la fortuna, anche se suo padre teschio è quello che fa l'atto.
Akari (アカリ?) / Akari Kazemiya (風宮 あかり?, Kazemiya Akari)
Doppiata da: Azumi Asakura
Una ragazza diavolo che è la sorella gemella minore di Yori. Si comporta da viziata, ma è comunque adorata da tutti.
Yori (ヨリ?) / Yori Kazemiya (風宮 より?, Kazemiya Yori)
Doppiata da: Sayuri Hara
Una ragazza diavolo che è la sorella gemella maggiore di Akari. È una ragazza timida che ha difficoltà a parlare e spesso si scusa quando sente di aver disturbato qualcuno, anche quando non è obbligata a farlo.
Miyako (ミヤコ?) / Miyako Izumo (出雲 宮子?, Izumo Miyako)
Doppiata da: Sora Amamiya
Una ragazza di razza demoniaca che è un fantasma. Miyako è ossessionata dal budino e lo cerca incessantemente. Perseguita Yuuki tra gli altri per farselo dare, anche se lui è una delle poche persone che può vederla e la aiuta sinceramente ad assicurarselo.

### NIGHTMARE
Una gilda dedita alla protezione del trono di Landsol e dei capi dei cavalieri di palazzo. Jun è il maestro della gilda.
Jun (ジュン?) / Jun Shirogane (白銀 純?, Shirogane Jun)
Doppiata da: Ayako Kawasumi
Una donna che indossa una pesante armatura da cavaliere che oscura il suo viso che si vede solo in casi molto rari, anche nella vita reale. Prende sul serio il suo lavoro come capitano dei cavalieri di palazzo, ma si diverte ogni volta che Yuuki le fa visita in servizio. Nella vita reale, Jun lavora in un parco a tema come eroe mascherato Tokusatsu per l'intrattenimento del parco.
Christina (クリスティーナ・モーガン?) / Christina Morgan (クリスティーナ・モーガン?, Kurisutiina Moogan)
Doppiata da: Chiaki Takahashi
Una donna, ex membro delle NIGHTMARE, che ha ancora qualche associazione con la gilda ed è una delle Sette Corone. È impulsiva e spesso desidera combattere avversari forti, la maggior parte delle volte con effetti negativi sull'ambiente circostante. È una produttrice di idol per le Carmina.
Tomo (トモ?) / Tomo Mikuma (御久間 智?, Mikuma Tomo)
Doppiata da: Minori Chihara
Una ragazza che è una nuova recluta della gilda. Fa tesoro dei suoi amici e si diverte a prendere in giro le altre persone per il suo divertimento. Nella vita reale pratica Kendo sotto la tutela di suo nonno, che le insegna uno stile di combattimento che utilizza anche in Legends of Astrum.
Matsuri (マツリ?) / Matsuri Orihara (織原 茉莉?, Orihara Matsuri)
Doppiata da: Asami Shimoda
Una ragazza tigre che è una nuova apprendista della gilda e a cui piace recitare come un eroe.

### Sarendia
Una gilda che funge anche da orfanotrofio e si occupa del commercio. Saren è il capo della gilda.
Saren (サレン?) / Saren Sasaki (佐々木 咲恋?, Sasaki Saren)
Doppiata da: Yui Horie
Un'elfa che è stata un ex membro di NIGHTMARE prima di fondare Sarendia con l'intento di servire meglio la gente. Nella vita reale è un'amica d'infanzia di Yuuki quando la sua famiglia era povera, dato che lui l'aveva difesa dai bulli. Di conseguenza è diventata più assertiva per non appesantirlo e mantiene un'amicizia con lui anche dopo che la sua famiglia è diventata ricca. Rimane umile e conosce tutto il valore del denaro e lo usa saggiamente per sostenere i suoi obiettivi.
Suzume (スズメ?) / Suzume Amano (天野 すずめ?, Amano Suzume)
Doppiata da: Aoi Yūki
Una ragazza che è la cameriera di Saren. È devota a servirla, ma la sua goffaggine spesso causa incidenti, sebbene Saren apprezzi molto il suo sforzo.
Ayane (アヤネ?) / Ayane Hojo (北条 綾音?, Hōjō Ayane)
Doppiata da: Yū Serizawa
Una ragazza che è accompagnata dal suo amato peluche, Puukichi. Tratta Yuuki come un fratello maggiore.
Kurumi (クルミ?) / Kurumi Kuribayashi (栗林 くるみ?, Kuribayashi Kurumi)
Doppiata da: Kana Ueda
Una ragazza estremamente timida. Ha difficoltà a essere guardata e fa di tutto per evitare di attirare l'attenzione. Yuuki è una delle poche persone con cui si sente a suo agio in una certa misura.

### Caon
Una gilda di ragazze bestia che proteggono i compagni di Animal Garden dai demoni. Maho è il capo della gilda.
Maho (マホ?) / Maho Himemiya (姫宮 真歩?, Himemiya Maho)
Doppiata da: Maaya Uchida
Una ragazza volpe che crede di essere la principessa del regno di Maho Maho. Cuce peluche per hobby e ne possiede una vasta collezione che ha realizzato o "salvato" da negozi/arcade. Conosce Yuuki nella vita reale e si riferisce a lui in Legends of Astrum e nella vita reale come il suo principe a causa delle proprie fantasie.
Makoto (マコト?) / Makoto Aki (安芸 真琴?, Aki Makoto)
Doppiata da: Mikako Komatsu
Una ragazza lupo che è un maschiaccio e che ama combattere. È la migliore amica di Yui in Legends of Astrum e nella vita reale. È anche la sua compagna di classe, così come Yuuki. È ben consapevole dei sentimenti della prima verso di lui e la aiuta a creare situazioni in cui i due si avvicinino e la sua amica confessi, con grande imbarazzo di Yui.
Kasumi (カスミ?) / Kasumi Kirihara (霧原 かすみ?, Kirihara Kasumi)
Doppiata da: Inori Minase
Una ragazza dobermann che ha eccellenti capacità deduttive e vuole diventare una detective. Nella vita reale, è una kohai di Yuuki e lui è uno dei suoi pochi amici, poiché altrimenti tende a essere una persona solitaria.
Kaori (カオリ?) / Kaori Kyan (喜屋武 香織?, Kyan Kaori)
Doppiata da: Natsumi Takamori
Una ragazza Ryukyu Inu che segue il flusso delle cose e crede che tutto alla fine si risolva. Il suo approccio spensierato alla vita spesso le fa perdere dettagli importanti, ma la sua energia ed il suo entusiasmo la rendono molto amata. Nella vita reale viene da Okinawa e ama le pratiche culturali della sua città e gli oggetti originari della sua casa.

### Elizabeth Park
Una gilda agricola che alleva mucche e polli. La loro gilda è una popolare destinazione turistica. Mahiru è il capo della gilda.
Mahiru (マヒル?) / Mahiru Noto (野戸 まひる?, Noto Mahiru)
Doppiata da: Emi Nitta
Una donna a cui piace coltivare e fare battute. Nella vita reale è cresciuta in una fattoria e aiuta la sua famiglia.
Rima (リマ?)
Doppiata da: Sora Tokui
Un lama femmina che ama le cose belle e a cui piace vestirsi alla moda. Riceve una mela da un misterioso benefattore che le dà temporaneamente una forma più umana. Nella vita reale, è un vero lama che desidera essere una vera ragazza. Conosce Yuuki anche se lui e molti altri non riescono a capirla poiché può solo dire "Rima" al di fuori di Legends of Astrum. Alla fine Yuuki è in grado di capire alcuni dei suoi sentimenti, ma non sa ancora cosa stia dicendo nella vita reale.
Rin (リン?) / Rin Morichika (森近 鈴?, Morichika Rin)
Doppiata da: Kotori Koiwai
Una ragazza scoiattolo che è pigra e trascorre la maggior parte del suo tempo dormendo o raccogliendo ghiande. Non è un membro di una gilda in particolare, ma trascorre il suo tempo principalmente a Elizabeth Park più di qualsiasi altra gilda.
Shiori (シオリ?) / Shiori Kashiwazaki (柏崎 栞?, Kashiwazaki Shiori)
Doppiata da: Ami Koshimizu
Una ragazza tigre bianca che è calma e riservata, ma che ha una costituzione fragile. Di conseguenza è entrata a far parte di Elizabeth Park a causa delle condizioni ideali per mantenere la sua salute. In Legends of Astrum e nella vita reale, è la sorella minore di Hatsune, che ama teneramente.

### Fondazione Mercurio
Una gilda che finanzia le imprese in tutta Landsol, fornendo prestiti e mutui. La loro missione segreta è punire le attività illegali. Akino è il capo della gilda.
Akino (アキノ?) / Akino Toudou (藤堂 秋乃?, Tōdō Akino)
Doppiata da: Rei Matsuzaki
Mifuyu (ミフユ?) / Mifuyu Ogami (大神 美冬?, Ōgami Mifuyu)
Doppiata da: Azusa Tadokoro
Tamaki (タマキ?) / Tamaki Miyasaka (宮坂 たまき?, Miyasaka Tamaki)
Doppiata da: Manami Numakura
Una ragazza gazzo che combatte duramente per proteggere i deboli. Ha un debole per i taiyaki.
Yukari (ユカリ?) / Yukari Ayase (綾瀬 ゆかり?, Ayase Yukari)
Doppiata da: Asami Imai

### Carovana del Crepuscolo
Una gilda misteriosa nota per aver intrapreso missioni particolarmente pericolose. La maggior parte dei suoi membri ha una dubbia reputazione a Landsol. Ruka è il capo della gilda.
Ruka (ルカ?) / Ruka Tachiarai (太刀洗 流夏?, Tachiarai Ruka)
Doppiata da: Rina Satō
Mitsuki (ミツキ?) / Mitsuki Yoigahama (宵ヶ浜 深月?, Yoigahama Mitsuki)
Doppiata da: Kotono Mitsuishi
Eriko (エリコ?) / Eriko Kuraishi (倉石 恵理子?, Kuraishi Eriko)
Doppiata da: Chinami Hashimoto
Una ragazza di razza demoniaca che ha un'ossessione per Yuuki perché crede che sia la sua anima gemella. Ha tratti yandere e punirà chiunque ostacoli i suoi tentativi di proteggerlo. Ha anche un debole per i bambini.
Nanaka (ナナカ?) / Nanaka Tanno (丹野 七々香?, Tanno Nanaka)
Doppiata da: Haruka Yoshimura
Una ragazza di razza demoniaca che è un otaku nella vita reale. Il suo discorso utilizza pesantemente il linguaggio di Internet e tende a gridare frasi grandiose durante il combattimento. È una fan degli anime e dei manga delle ragazze magiche. Conosce Yuuki sin dalle scuole elementari, condividendo gli stessi interessi per i "giochi hardcore".
Anna (アンナ?) / Anna Hiiragi (柊杏 奈?, Hiiragi Anna)
Doppiata da: Asami Takano
Una ragazza di razza demoniaca con una personalità da chūnibyō. Si riferisce a Yuuki come Sigurd.

### Filiale di Weiß Flügel di Landsol
Una gilda che aiuta le persone bisognose ed è nota per aver completato magnificamente le missioni, anche in breve tempo. Monika è il capo della gilda.
Monika Weisswind (モニカ・ヴァイスヴィント?)
Doppiata da: Ayumi Tsuji
Una ragazza di un altro mondo che odia essere trattata come una bambina a causa del suo aspetto. È originaria di Rage of Bahamut, un altro gioco della Cygames.
Ninon Joubert (ニノン・ジュベール?)
Doppiata da: Satomi Satō
Una ragazza ossessionata dalla cultura giapponese che modella il suo stile di combattimento e le sue abitudini come quelle dei ninja. Nella vita reale, è originaria della Francia e ha una visione distorta della cultura giapponese poiché si basa su anime e media correlati. Parla con un accento occidentale.
Kūka (クウカ?) / Kūka Tomi (遠見 空花?, Tomi Kuka)
Doppiata da: Juri Nagatsuma
Una ragazza masochista. Crede erroneamente che Yuuki sia un sadico e lo chiama "Signor Sadico". Ha spesso fantasie estreme sugli atti di sadismo che Yuuki alla fine non fa.
Yuki (ユキ?) / Yuki Nijimura (虹村 雪?, Nijimura Yuki)
Doppiata da: Naomi Ōzora
Un ragazzo di razza elfica che veste femminile ed è ossessionato dalla bellezza.
Ayumi (アユミ?) / Ayumi Ishibashi (石橋 あゆみ?, Ishibashi Ayumi)
Doppiata da: Eri Ōzeki
Una ragazza di razza elfica che è interessata a Yuuki, ma che lo osserva da lontano poiché è troppo timida per avvicinarsi a lui. Ha pochissima presenza con la maggior parte delle persone che non la notano anche se sono in piedi vicino a lei.

### Accademia Lucente
Una gilda che è una notevole accademia a Landsol. Io è il capo della gilda.
Io (イオ?) / Io Hasekura (支倉 伊緒?, Hasekura Io)
Doppiata da: Shizuka Itō
Una donna di razza demoniaca che affascina le persone a causa della sua personalità involontariamente civettuola. Nella vita reale, è l'insegnante di casa di Yuuki ed è un po' una svampita. Nonostante le sue intenzioni innocenti, la sua predilezione per Yuuki lo ha reso il bersaglio dell'ira degli altri ragazzi della sua classe a causa del fatto che Io lo trattava in modo speciale.
Suzuna (スズナ?) / Suzuna Minami (美波 鈴奈?, Minami Suzuna)
Doppiata da: Sumire Uesaka
Una ragazza di razza demoniaca che è una modella professionista in Legends of Astrum e nella vita reale. Sebbene sia alla moda, non è dotata di talento accademico, ottenendo il punteggio più basso tra tutti all'accademia. Parla in maniera Gyaru.
Misaki (ミサキ?) / Misaki Tamaizumi (玉泉 美咲?, Tamaizumi Misaki)
Doppiata da: Misaki Kuno
Una ragazza di razza demoniaca che tende a sembrare più vecchia di quanto non sia in realtà e che non ama essere trattata come una bambina. Le piace particolarmente essere trattata e comportarsi come un re, ma prova rimorso se sente di aver esagerato con la sua recita.

### Nido del drago
Una gilda di giocatori della razza dei draghi che sono alla ricerca di veri draghi. Homare è il capo della gilda.
Homare (ホマレ?) / Homare Tohno (遠野 帆稀?, Tōno Homare)
Doppiata da: Saori Ōnishi
Una donna della razza dei draghi che sia dice sia una delle Sette Corone, fatto che lei non conferma né smentisce.
Inori (イノリ?) / Inori Ichinose (一ノ瀬 祈梨?, Ichinose Inori)
Doppiata da: Akane Fujita
Kaya (カヤ?) / Kaya Kido (鬼道 嘉夜?, Kidō Kaya)
Doppiata da: Makoto Koichi

### Associazione di commercio di Richmond
Creditta Cash (クレジッタ・キャッシュ?, Kurejita Kyasshu) / Claire Voyancia (クレア・ボヤンシア?, Kurea Boyanshia)
Doppiata da: Lynn

### Rage Legion
Zane (ゼーン?)
Doppiato da: Makoto Furukawa
Kariza (カリザ?)
Doppiata da: Miho Okazaki
Ranpha (ランファ?) / Unohana Ran (卯ノ花蘭?, Ran Unohana)
Doppiata da: Sayaka Harada
Misora (ミソラ?, Misora) / Misora Nagare (流 ミソラ?, Nagare Misora)
Doppiata da: Akari Kitō
Azold (アゾールド?)
Doppiato da: Nobuyuki Kobushi

### Altri
Ameth (アメス?, Amesu)
Doppiata da: Yūka Aisaka (gioco e stagione 2), Rie Takahashi
Ameth è un'ex fata guida che ha accompagnato Yuuki e i membri della gilda dei desideri scintillanti sotto il nome Fio prima del ripristino del mondo alla fine degli eventi di Princess Connect! Avendo perso la sua capacità di guidare Yuuki, lavora invece per riportare Landsol alla normalità e aiutarlo a ritrovare i suoi ricordi.
Karin (カリン?, Karin) / Karin Kanzaki (観崎佳凛?, Kanzaki Karin)
Doppiata da: Aya Suzaki
Kaiser Insight (カイザーインサイト?) / Mana Senri (千里 真那?, Senri Mana)
Doppiata da: Shōta Aoi
Neneka (ネネカ?) / Neneka Utsushimi (現士見 似々花?, Utsushimi Neneka)
Doppiata da: Yuka Iguchi

### Personaggi ospiti
Djeeta (ジータ?)
Doppiata da: Hisako Kanemoto
Una ragazza umana di un altro mondo che non è affiliata a nessuna gilda. Nella vita reale, è una nuova studentessa della scuola di Yuuki ed è nella sua classe. Proviene da Granblue Fantasy, un altro gioco per cellulare della Cygames.
Arisa (アリサ?)
Doppiata da: Kana Yūki
Un'elfa di un altro mondo che è venuta a Landsol in cerca della sua amica Losaria. Proviene da Shadowverse, altro gioco per cellulare sempre della Cygames.
Luna (ルナ?)
Doppiata da: Yui Ogura
Ane (アン?)
Doppiata da: Yōko Hikasa
Lou (ルゥ?)
Doppiata da: Kimiko Koyama
Grea (グレア?)
Doppiata da: Ayaka Fukuhara

## Modalità di gioco
Princess Connect! Re:Dive è un gioco di ruolo d'azione in tempo reale. I giocatori possono formare un gruppo di un massimo di cinque membri per partecipare a varie modalità come le missioni principali e le modalità dell'arena giocatore contro giocatore (PvP). È possibile ottenere nuovi personaggi tramite una meccanica gacha o attraverso lo scambio con Memory Pieces specifici del personaggio (opportunità non possibile per i personaggi esclusivi degli eventi). I giocatori possono anche formare clan per qualificarsi per la partecipazione alle Battaglie tra clan, che sono simili alle battaglie raid in un tipico gioco di ruolo online multiplayer di massa, o chattare liberamente tra loro usando testo o emoji in-game nella stanza del clan.
Ogni personaggio giocabile nel gioco ha un Union Burst (una potente abilità che può essere attivata manualmente dal giocatore non appena il suo Union Burst Meter, noto anche come TP in-game, viene caricato), due abilità (che vengono attivate automaticamente a tempi predeterminati in base al personaggio), un'abilità EX (che sono abilità che aumentano le statistiche che vengono attivate all'inizio di ogni battaglia) e un attacco regolare automatico. I giocatori generalmente non hanno alcun controllo sull'attivazione delle abilità e degli attacchi dei personaggi, ad eccezione dell'Union Burst. Tuttavia, tutte le modalità dell'arena PvP sono rigorosamente automatiche, in cui l'Union Burst del personaggio viene attivato non appena il suo TP è completamente carico.

## Media

### Manga
Un adattamento manga, scritto da Asahiro Kakashi e disegnato da wEshica/Shōgo, è stato serializzato online tramite l'app manga Cycomics di Cygames. Kodansha ha pubblicato due volumi tankōbon tra marzo e dicembre 2018. Un'antologia a fumetti con vari artisti è stata pubblicata il 27 maggio 2019. Un fanbook è uscito il 31 luglio 2019. Tre artbook sono usciti rispettivamente il 31 marzo 2020, 10 luglio 2020 e 30 luglio 2021.
| Nº        | Data di prima pubblicazione | Data di prima pubblicazione | Data di prima pubblicazione |
| Nº        | Giapponese                  | Giapponese                  |                             |
| --------- | --------------------------- | --------------------------- | --------------------------- |
| 1         | 30 marzo 2018               | ISBN 978-4-06-509257-6      |                             |
| 2         | 28 dicembre 2018            | ISBN 978-4-06-513346-0      |                             |
| Antologia | 27 maggio 2019              | ISBN 978-4-04-912376-0      |                             |

### Anime
Una serie televisiva anime di CygamesPictures è andato in onda dal 7 aprile al 30 giugno 2020. La serie è stata presentata in anteprima in Giappone su Tokyo MX, BS11, Sun TV e KBS Kyoto prima di essere trasmessa su altri canali. È stato anche trasmesso in simultanea in Nord America da Crunchyroll. La serie è stata diretta da Takaomi Kanasaki con l'assistenza alla regia di Kana Harufuji e Satomi Kurita, Lie Jun Yang e Yasuyuki Noda al character design.
Il 13 agosto 2020, è stato annunciato che la serie riceverà una seconda stagione, con CygamesPictures che tornerà per la produzione. La serie è stata diretta da Yasuo Iwamoto, con Kanasaki in qualità di capo regista e sceneggiatore. Mai Watanabe si è unita a Kurita, Yang e Noda per fornire il character design, mentre Imagine ha composto la musica della serie. Il cast principale è rimasto invariato. La seconda stagione è andata in onda dall'11 gennaio al 29 marzo 2022.

#### Episodi

##### Prima stagione
| Nº | Titolo italiano Giapponese 「Kanji」 - Rōmaji | In onda        | In onda |
| Nº | Titolo italiano Giapponese 「Kanji」 - Rōmaji | Giapponese     |         |
| 1  | Inizia l'avventura ~ Funghi saltati in padella al tramonto ~ 「冒険の始まり～夕焼け空にきのこのソテー～」 - Bōken no hajimari～Yūyake sora ni kinoko no sotē                                               | 7 aprile 2020  |         |
| 2  | Il dispetto del gatto capriccioso ~ Onigiri caldi e dorati ~ 「きまぐれ猫の悪戯～黄金色のポカポカおにぎり～」 - Kimagure neko no itazura～Koganeiro no pokapoka onigiri～                                  | 14 aprile 2020 |         |
| 3  | La frontiera dei buongustai ~ Il frutto divino è l'ingrediente segreto ~ 「美食のフロンティア～隠し味に天上の果実を添えて～」 - Bishoku no Furontia～Kakushiaji ni tenjō no kajitsu o soete〜              | 21 aprile 2020 |         |
| 4  | Benvenuti alla Gilda dei Buongustai ~ Stufato di manzo al calar della notte ~ 「ようこそ美食殿～宵のとばりにビーフシチュー～」 - Yōkoso bishoku-den～Yoi no tobari ni Bīfu shichū〜                        | 28 aprile 2020 |         |
| 5  | Un porridge fatto con amore ~ Guarnito di fato al crepuscolo ~ 「愛情たっぷりポリッジ～トワイライトな運命をのせて～」 - Aijō tappuri Porijji～Towairaito na unmei o nosete〜                               | 5 maggio 2020  |         |
| 6  | La melodia del partire via ~ Spezie aromatiche sotto il cielo stellato ~ 「旅立ちの調べ～星空はスパイスの香り～」 - Tabidachi no shirabe～Hoshizora wa Supaisu no kaori〜                                  | 12 maggio 2020 |         |
| 7  | Una luce che squarcia l'oscurità ~ Una coppia di sorelle affiatate ~ 「闇穿つ光～仲良し姉妹のマリアージュ～」 - Yami ugatsu hikari～Nakayoshi shimai no Mariāju〜                                          | 19 maggio 2020 |         |
| 8  | Un piccolo, lirico piatto per bambini ~ Uova fritte alla campagnola ~ 「リトルでリリカルなお子様ランチ～田園風玉子焼きセット～」 - Ritoru de Ririkaru na okosama Ranchi～Den'en-fū tamagoyaki setto〜      | 26 maggio 2020 |         |
| 9  | Un ritiro per buongustai ~ Tentacoli fragranti sulla spiaggia ~ 「美食のバカンス～磯の香りはテンタクル～」 - Bishoku no bakansu～Iso no kaori wa tentakuru〜                                               | 2 giugno 2020  |         |
| 10 | Fiori in eterna ombra ~ La maledizione dei budini ~ 「常闇に集いし華～呪いのプディングなの～」 - Tokoyami ni tsudoishi hana～Noroi no Pudingu na no〜                                                      | 9 giugno 2020  |         |
| 11 | Fiori in eterna ombra ~ Una fragrante quest a base di hot dog ~ 「夕暮れマイホーム～サクサク探索ホットドッグ～」 - Yūgure Mai Hōmu～Sakusaku tansaku Hotto Doggu〜                                         | 16 giugno 2020 |         |
| 12 | La specialità della pasticciera stravagante ~ Ricordi di labirinti e crêpe ~ 「きまぐれパティシエ自慢の一品～迷宮とクレープのメモリー～」 - Kimagure Patishie jiman no ippin～Meikyū to Kurēpu no Memorī〜 | 23 giugno 2020 |         |
| 13 | La principessa perduta 「ロストプリンセス～皆の笑顔を添えて～」 - Rosuto Purinsesu～Minna no egao o soete〜                                                                                                | 30 giugno 2020 |         |

##### Seconda stagione
| Nº | Titolo italiano Giapponese 「Kanji」 - Rōmaji | In onda          | In onda |
| Nº | Titolo italiano Giapponese 「Kanji」 - Rōmaji | Giapponese       |         |
| 1  | Una passeggiata verso del cibo squisito ~ La curiosità è il miglior bouquet garni ~ 「美食を訪ねて〜好奇心は最高のブーケガルニ〜」 - Bishoku o tazunete～Kōkishin wa saikō no Būke Garuni〜                   | 11 gennaio 2022  |         |
| 2  | L'esitazione di un gatto capriccioso ~ Antipasto al chiaro di luna ~ 「きまぐれ猫の躊躇い〜月明かりのアンティパスト〜」 - Kimagure neko no tamerai～Tsukiakari no Antipasuto〜                                | 18 gennaio 2022  |         |
| 3  | L'ora del tè nella foresta misteriosa ~ Il pomeriggio ha il profumo del pericolo ~ 「不思議な森のティーパーティー～アフターヌーンは危険な香り～」 - Fushigi na mori no Tī Pātī～Afutānūn wa kiken na kaori～  | 25 gennaio 2022  |         |
| 4  | Una grande investigatrice alle prime armi~ Una glassa a specchio sulla mente ~ 「駆け出しの名探偵～ミロワールに想いを寄せて～」 - Kakedashi no Mei tantei～Mirowāru ni omoi o yosete～                        | 1º febbraio 2022 |         |
| 5  | Luce e ombra, due facce della stessa medaglia ~ Churrasco di indecisione e determinazione ~ 「背中合わせの光と闇～迷いと決意のシュラスコ～」 - Senaka awase no hikari to yami～Mayoi to ketsui no Shurasuko～ | 8 febbraio 2022  |         |
| 6  | Nome in codice Monika ~ La bouillabaisse va gustata calda ~ 「コードネーム：モニカ～ブイヤベースは温かいうちに～」 - Kōdo Nēmu: Monika～Buiyabēsu wa atatakai uchi ni～                                       | 15 febbraio 2022 |         |
| 7  | Il monello birichino ~ Cuore nella nebbia ~ 「悪戯好きのピクシー～霞の中のクオーレ～」 - Itazurazuki no Pikushī～Kasumi no naka no Kuōre～                                                                    | 22 febbraio 2022 |         |
| 8  | Una lettera che lega i sentimenti ~ Arancini sulla collina verdeggiante ~ 「幸せを繋ぐ手紙～緑の丘のアランチーニ～」 - Shiawase o tsunagu tegami～Midori no oka no Aranchīni～                                | 1º marzo 2022    |         |
| 9  | Cuori riuniti, anime passeggere ~ Crêpe al sapore di promessa ~ 「近づく心、すれ違う魂～クレープは誓いの味で～」 - Chikazuku kokoro, surechigau tamashī～Kurēpu wa chikai no aji de～                         | 8 marzo 2022     |         |
| 10 | Landosol al calar del sole 「落日のランドソル」 - Rakujitsu no Randosoru | 15 marzo 2022    |         |
| 11 | Coloro che non si arrendono 「抗う者たち」 - Aragau mono-tachi | 22 marzo 2022    |         |
| 12 | Di nuovo con te a ricomporre i pezzi 「もう一度、キミとつながる物語」 - Mō ichido, kimi to tsunagaru monogatari                                                                                               | 29 marzo 2022    |         |

### Videogiochi
Vari personaggi di Princess Connect! Re:Dive sono stati presenti in un evento di collaborazione per il videogioco di ruolo Granblue Fantasy tra il 9 e il 21 dicembre 2018. Pecorine e Kokkoro erano entrambi personaggi giocabili mentre Karyl e il personaggio del giocatore sono comparsi nella storia. L'evento è stato reintrodotto in modo permanente nel 2019 e anche Karyl è stata reso giocabile. Il 5 novembre 2020 è stato annunciato che Pecorine sarebbe stata protagonista di un evento di collaborazione con il videogioco del 2018 Dragalia Lost.